# Clotworthy Skeffington (1er comte de Massereene)
Clotworthy Skeffington (1715 - 14 septembre 1757) est un pair anglo-irlandais .

## Biographie
Il est le fils de Clotworthy Skeffington, 4e vicomte Massereene et de Lady Catherine Chichester, fille d'Arthur Chichester. Il succède à son père en 1738 et occupe son siège à la Chambre des lords irlandaise. Il est nommé membre du Conseil privé d'Irlande en 1746 et, le 28 juillet 1756, il est nommé comte de Massereene dans la pairie d'Irlande . Il est décédé subitement un peu plus d'un an plus tard.
Il épouse Anne Daniel le 16 mars 1738, mais elle meurt deux ans plus tard. Il épouse ensuite Anne Eyre le 25 novembre 1741 et ils ont six enfants. À sa mort, son fils aîné, Clotworthy Skeffington, lui succède .